# Provinz Shima

Provinz Shima

Shima (jap. 志摩国, Shima no kuni) oder Shishū (志州) war eine der historischen Provinzen Japans auf einer Halbinsel im südöstlichen Teil der modernen Präfektur Mie. Sie gehörte zum Tōkaidō. Shima grenzte an die Provinz Ise und war die kleinste aller Provinzen.
Shima war eine florierende Fischfangregion. In der Nara-Zeit waren die Gouverneure von Shima für jährliche Geschenke von Fisch an den Kaiser verantwortlich. Die alte Hauptstadt (kokufu) befand sich wohl im heutigen Stadtteil Agochō-Kō (wobei Kō eine Zusammenziehung von Kokufu ist) der Stadt Shima.
Die Provinz wurde in der Sengoku-Zeit oft vom Daimyō des größeren Ise regiert.
In Japan bekannt sind die hiesigen Ama-San (japanisch für Frauen des Meeres), die seit über 2000 Jahren riskante Tauchgänge ohne Sauerstoffflasche unternehmen und dafür verehrt werden, aber auch unverstanden bleiben. Die portugiesische Regisseurin Cláudia Varejão porträtierte 2016 mit ihrem Dokumentarfilm Ama-San drei Ama-San-Frauen und ihren Alltag und stellte damit diese Tradition auch in Europa vor.